# Danny Luna
Danny Gabriel Luna Morán (n. Naranjal, Ecuador; 25 de mayo de 1991) es un futbolista ecuatoriano. Juega de mediocampista y su equipo actual es Vinotinto Ecuador de la Serie A de Ecuador.

## Trayectoria

### Rocafuerte
Se inició en el fútbol en Rocafuerte Fútbol Club, jugó en 2007 su primer partido profesional en la Segunda Categoría del Guayas, con el equipo cementero logró el ascenso a la Serie B de Ecuador en 2009 y en 2010 disputó 33 partidos en dicha categoría y marcó en total ocho goles. En 2011 fue ratificado, de esta manera estuvo presente en 30 oportunidades y encajó 13 anotaciones.

### Deportivo Quito
Tras sus destacadas actuaciones en Rocafuerte, fue contratado en 2012 por el campeón de la temporada pasada, por Sociedad Deportivo Quito. Debutó en primera categoría y a nivel internacional con el equipo chulla.

### Universidad Católica
En 2013 con Universidad Católica jugó 27 partidos y anotó un solo gol.

### Mushuc Runa
Tuvo un breve paso por Mushuc Runa en 2014.

### River Ecuador
Para el segundo semestre de 2014 fichó por River Ecuador, donde se consolidó durante varias temporadas, logrando el ascenso del equipo rojo y negro a la Serie A de Ecuador.

### 9 de Octubre
Desde 2019 firmó con el histórico equipo guayaquileño 9 de Octubre Fútbol Club, con los octubrinos logró el título de campeón del torneo provincial de Segunda Categoría del Guayas, más tarde ese año consiguió el subtítulo nacional y ascenso a la Serie B. En 2020 ayudó al equipo en la consecución del campeonato de la Serie B y ascenso a la Serie A después de 40 años. En 2021 fue pieza clave en el clasificación a la Copa Sudamericana 2022.

### Liga Deportiva Universitaria
El 25 de junio de 2022 se anunció su transferencia definitiva de sus derechos deportivos a Liga Deportiva Universitaria por dos años y medio.

## Selección nacional

### Categorías inferiores

#### Participaciones en Sudamericanos
| Campeonato                            | Sede   | Resultado    | Partidos | Goles |
| ------------------------------------- | ------ | ------------ | -------- | ----- |
| Juegos Panamericanos Guadalajara 2011 | México | Primera fase | 2        | 0     |

#### Participaciones en Copas del Mundo
| Campeonato                  | Sede     | Resultado        | Partidos | Goles |
| --------------------------- | -------- | ---------------- | -------- | ----- |
| Copa Mundial Sub-20 de 2011 | Colombia | Octavos de final | 1        | 0     |

## Estadísticas

### Clubes
Actualizado al último partido disputado el 18 de agosto de 2025.
| Club                                   | Div.          | Temporada     | Liga  | Liga  | Copas nacionales | Copas nacionales | Copas internacionales | Copas internacionales | Total | Total | Total  |
| Club                                   | Div.          | Temporada     | Part. | Goles | Part.            | Goles            | Part.                 | Goles                 | Part. | Goles | Asist. |
| -------------------------------------- | ------------- | ------------- | ----- | ----- | ---------------- | ---------------- | --------------------- | --------------------- | ----- | ----- | ------ |
| Rocafuerte F. C. · Ecuador             | 3.ª           | 2005          | 0     | 0     | Inexistentes     | Inexistentes     | Inexistentes          | Inexistentes          | 0     | 0     | 0      |
| Rocafuerte F. C. · Ecuador             | 3.ª           | 2006          | 0     | 0     | Inexistentes     | Inexistentes     | Inexistentes          | Inexistentes          | 0     | 0     | 0      |
| Rocafuerte F. C. · Ecuador             | 3.ª           | 2007          | 8     | 4     | Inexistentes     | Inexistentes     | Inexistentes          | Inexistentes          | 8     | 4     | 0      |
| Rocafuerte F. C. · Ecuador             | 3.ª           | 2008          | 1     | 0     | Inexistentes     | Inexistentes     | Inexistentes          | Inexistentes          | 1     | 0     | 0      |
| Rocafuerte F. C. · Ecuador             | 2.ª           | 2009          | 0     | 0     | Inexistentes     | Inexistentes     | Inexistentes          | Inexistentes          | 0     | 0     | 0      |
| Rocafuerte F. C. · Ecuador             | 2.ª           | 2010          | 33    | 8     | Inexistentes     | Inexistentes     | Inexistentes          | Inexistentes          | 33    | 8     | 0      |
| Rocafuerte F. C. · Ecuador             | 2.ª           | 2011          | 30    | 13    | Inexistentes     | Inexistentes     | Inexistentes          | Inexistentes          | 30    | 13    | 0      |
| Rocafuerte F. C. · Ecuador             | Total club    | Total club    | 72    | 25    | 0                | 0                | 0                     | 0                     | 72    | 25    | 0      |
| Deportivo Quito · Ecuador              | 1.ª           | 2012          | 13    | 1     | Inexistentes     | Inexistentes     | 1                     | 0                     | 14    | 1     | 1      |
| Deportivo Quito · Ecuador              | Total club    | Total club    | 13    | 1     | 0                | 0                | 1                     | 0                     | 14    | 1     | 1      |
| Universidad Católica · Ecuador         | 1.ª           | 2013          | 27    | 1     | Inexistentes     | Inexistentes     | Inexistentes          | Inexistentes          | 27    | 1     | 1      |
| Universidad Católica · Ecuador         | Total club    | Total club    | 27    | 1     | 0                | 0                | 0                     | 0                     | 27    | 1     | 1      |
| Mushuc Runa · Ecuador                  | 1.ª           | 2014          | 3     | 0     | Inexistentes     | Inexistentes     | Inexistentes          | Inexistentes          | 3     | 0     | 0      |
| Mushuc Runa · Ecuador                  | Total club    | Total club    | 3     | 0     | 0                | 0                | 0                     | 0                     | 3     | 0     | 0      |
| River Ecuador · Ecuador                | 2.ª           | 2014          | 10    | 2     | Inexistentes     | Inexistentes     | Inexistentes          | Inexistentes          | 10    | 2     | 0      |
| River Ecuador · Ecuador                | 1.ª           | 2015          | 29    | 6     | Inexistentes     | Inexistentes     | Inexistentes          | Inexistentes          | 29    | 6     | 8      |
| River Ecuador · Ecuador                | 1.ª           | 2016          | 35    | 4     | Inexistentes     | Inexistentes     | Inexistentes          | Inexistentes          | 35    | 4     | 5      |
| River Ecuador · Ecuador                | 1.ª           | 2017          | 13    | 2     | Inexistentes     | Inexistentes     | Inexistentes          | Inexistentes          | 13    | 2     | 1      |
| River Ecuador · Ecuador                | 1.ª           | 2018          | 22    | 0     | Inexistentes     | Inexistentes     | Inexistentes          | Inexistentes          | 22    | 0     | 0      |
| River Ecuador · Ecuador                | Total club    | Total club    | 109   | 14    | 0                | 0                | 0                     | 0                     | 109   | 14    | 14     |
| 9 de Octubre · Ecuador                 | 3.ª           | 2019          | 30    | 19    | —                | —                | Inexistentes          | Inexistentes          | 30    | 19    | 0      |
| 9 de Octubre · Ecuador                 | 2.ª           | 2020          | 18    | 3     | —                | —                | Inexistentes          | Inexistentes          | 18    | 3     | 0      |
| 9 de Octubre · Ecuador                 | 1.ª           | 2021          | 30    | 8     | 2                | 2                | Inexistentes          | Inexistentes          | 32    | 10    | 9      |
| 9 de Octubre · Ecuador                 | 1.ª           | 2022          | 15    | 7     | 1                | 0                | 7                     | 1                     | 23    | 8     | 7      |
| 9 de Octubre · Ecuador                 | Total club    | Total club    | 93    | 37    | 3                | 2                | 7                     | 1                     | 103   | 40    | 16     |
| Liga Deportiva Universitaria · Ecuador | 1.ª           | 2022          | 13    | 1     | 1                | 0                | 0                     | 0                     | 14    | 1     | 2      |
| Liga Deportiva Universitaria · Ecuador | 1.ª           | 2023          | 13    | 1     | 0                | 0                | 3                     | 0                     | 16    | 1     | 4      |
| Liga Deportiva Universitaria · Ecuador | Total club    | Total club    | 26    | 2     | 1                | 0                | 3                     | 0                     | 30    | 2     | 6      |
| Deportivo Cuenca · Ecuador             | 1.ª           | 2024          | 29    | 3     | 2                | 1                | 1                     | 0                     | 32    | 4     | 8      |
| Deportivo Cuenca · Ecuador             | Total club    | Total club    | 29    | 3     | 2                | 1                | 1                     | 0                     | 32    | 4     | 8      |
| Vinotinto Ecuador · Ecuador            | 1.ª           | 2025          | 21    | 3     | 0                | 0                | —                     | —                     | 21    | 3     | 6      |
| Vinotinto Ecuador · Ecuador            | Total club    | Total club    | 21    | 3     | 0                | 0                | 0                     | 0                     | 21    | 3     | 6      |
| Total carrera                          | Total carrera | Total carrera | 393   | 86    | 6                | 3                | 12                    | 1                     | 411   | 90    | 52     |
| 1. 2.                                  |               |               |       |       |                  |                  |                       |                       |       |       |        |

## Palmarés

### Campeonatos provinciales
| Título                       | Club         | Año  |
| ---------------------------- | ------------ | ---- |
| Segunda Categoría del Guayas | 9 de Octubre | 2019 |

### Campeonatos nacionales
| Título             | Club                         | Año  |
| ------------------ | ---------------------------- | ---- |
| Serie B de Ecuador | 9 de Octubre                 | 2020 |
| Serie A de Ecuador | Liga Deportiva Universitaria | 2023 |

### Campeonatos internacionales
| Título            | Club                         | Año  |
| ----------------- | ---------------------------- | ---- |
| Copa Sudamericana | Liga Deportiva Universitaria | 2023 |

### Distinciones individuales
| Distinción                                               | Año  |
| -------------------------------------------------------- | ---- |
| Máximo asistente de la Copa Sudamericana (5 asistencias) | 2022 |